# Julia Grafflage
Julia Grafflage (* 24. Februar 1976 in Düsseldorf) ist eine deutsche Schauspielerin.

## Leben
Nach dem Abitur am Düsseldorfer Goethe-Gymnasium ließ sich Julia Grafflage von 1996 bis 2000 an der Otto-Falckenberg-Schule in München zur Schauspielerin ausbilden. Ihr Bühnendebüt gab sie bereits während der Ausbildung im Chor der Mägde in Hekabe von Euripides, in ihrem Abschlussjahr spielte sie die Agnès in Die Schule der Frauen von Molière am Schauspielhaus Zürich. Von 2000 bis 2004 gehörte Grafflage dem Ensemble des Düsseldorfer Schauspielhauses an, unter anderem als Sonja in Sommergäste von Maxim Gorki, als Nina in Anton Pawlowitsch Tschechows Die Möwe und als Olivia in Was ihr wollt von William Shakespeare. Von 2004 bis 2006 gastierte sie am Düsseldorfer Schauspielhaus. 2006 wechselte sie ans Staatstheater Nürnberg, dem sie bis 2011 angehörte. Hier war sie die Polly in der Dreigroschenoper von Bert Brecht und Kurt Weill, Jeanne in Verbrennungen von Wajdi Mouawad oder Adela in Federico García Lorcas Bernarda Albas Haus. 2014 spielte Grafflage am Kölner Theater der Keller in Lukas Bärfuss’ Malaga.
Seit Mitte der 2000er-Jahre arbeitet Grafflage auch vor der Kamera. Sie lebt in Köln.

## Filmografie (Auswahl)
- 2006: Die Sitte (Fernsehserie, Folge Traumfrau)
- 2007: Post Mortem – Beweise sind unsterblich (Fernsehserie, Folge Alte Wunden)
- 2015: Tiefe Wunden – Ein Taunuskrimi (Fernsehreihe)
- 2015: Notruf Hafenkante (Fernsehserie, Folge Ruhe sanft)
- 2015: Marie Brand und der schöne Schein (Fernsehreihe)
- 2015–2017: Club der roten Bänder (Fernsehserie)
- 2016: Tatort – Durchgedreht (Fernsehreihe)
- 2018: WaPo Bodensee (Fernsehserie, Folge Feuerwerk)
- 2018: SOKO Köln (Fernsehserie, Folge Fatale Begierde)
- 2018: Billy Kuckuck – Margot muss bleiben! (Fernsehreihe)
- 2020: Wilsberg: Bielefeld 23 (Fernsehreihe)
- 2020: Think Big! (Fernsehserie, Folge BFF)
- 2021: Alarm für Cobra 11 – Die Autobahnpolizei (Fernsehserie, Folge Innerer Feind)

## Auszeichnungen
- 2004: Einladung zum Berliner Theatertreffen mit Sommergäste
- 2005: Nominierung zur besten Nachwuchsdarstellerin in Nordrhein-Westfalen
- 2007: Ensemble-Hauptpreis bei den Bayerischen Theatertagen mit Verbrennungen

Quelle: